# Diocèse de Lishui
Le diocèse de Lishui (Dioecesis Liscioeivensis) est un siège de l'Église catholique en Chine, suffragant de l'archidiocèse de Hangzhou. Le siège est vacant.

## Territoire
Le diocèse comprend une partie du territoire de la province du Zhejiang (anciennement Tché-Kiang).
Le siège épiscopal est à Lishui où se trouve la cathédrale du Sacré-Cœur.

## Histoire

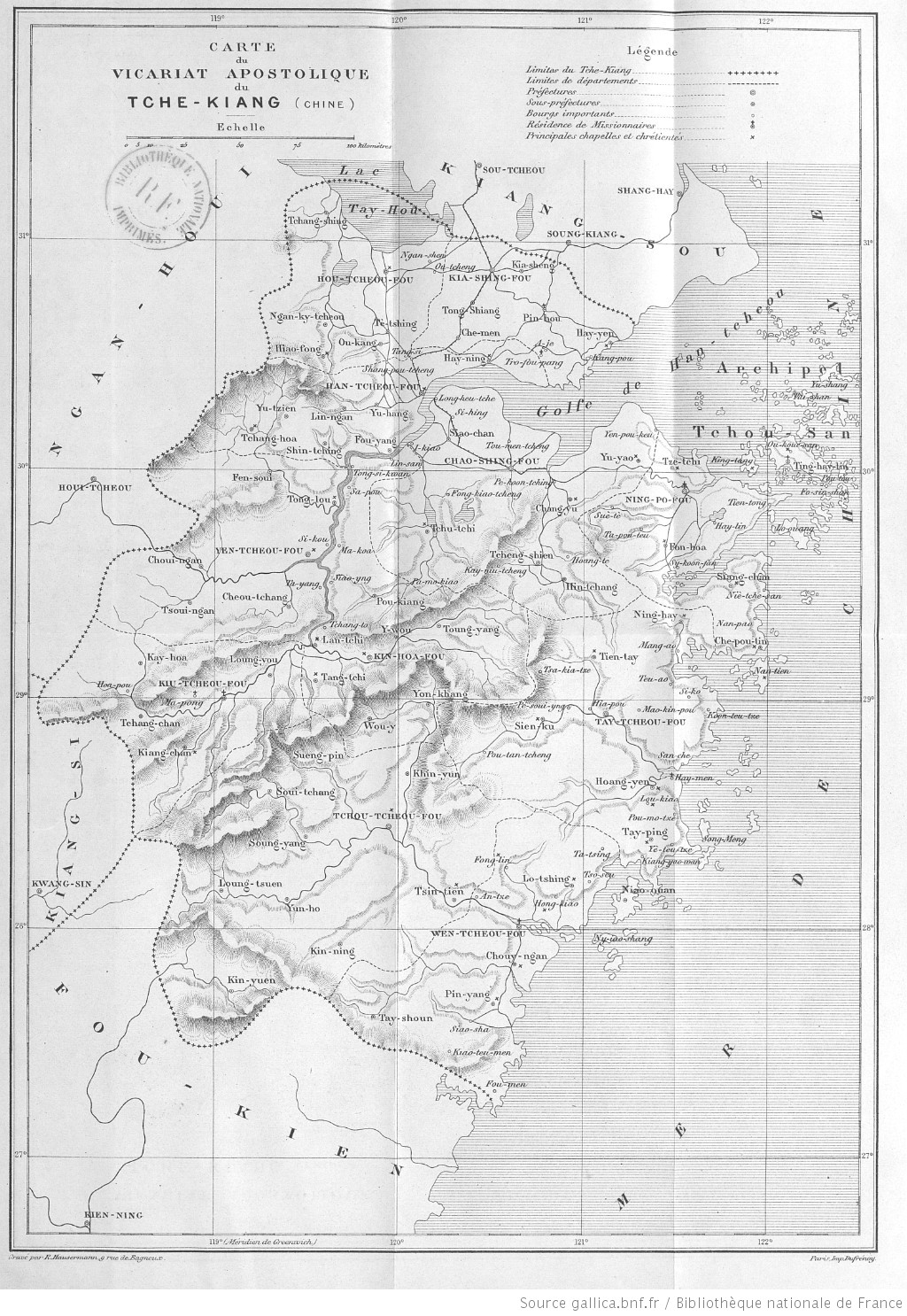
Carte de la région

La région est évangélisée depuis le milieu du XIXe siècle par les lazaristes français. La préfecture apostolique de Chuzhou (Tchou-Tchéou) est érigée le 9 juillet 1931 par le bref apostolique Ut ea praestemus de Pie XI, recevant son territoire du vicariat apostolique de Ning-Po, aujourd'hui diocèse de Ningbo. L'évangélisation du territoire est confiée aux missionnaires canadiens anglophones de la Société des Missions étrangères de Scarboro qui y étaient arrivés en 1926. La ville de Tchou-Tchéou-fou (Chuchow dans la transcription anglaise de l'époque) comprenait alors 300 000  habitants.
Le 18 mai 1937, elle assume le nom de préfecture apostolique de Lishui  par le décret Cum non ita de la congrégation de la Propaganda Fide et dix jours plus tard devient vicariat apostolique. Le 13 mai 1948, celui-ci est élevé au rang de diocèse par la bulle Apostolicam in Sinis de Pie XII. Les missionnaires étrangers sont expulsés dans les deux ans suivant la prise de pouvoir des communistes en 1949.

## Ordinaires
- William Cecil MacGrath[3] S.F.M., 4 mars 1932-1941 (démission pour raison de santé)
- Kenneth Roderick Turner[4] S.F.M., 13 mai 1948-31 octobre 1983
- Sede vacante